# Mallotus anomalus
Mallotus anomalus är en törelväxtart som beskrevs av Elmer Drew Merrill och Woon Young Chun. Mallotus anomalus ingår i släktet Mallotus och familjen törelväxter. Inga underarter finns listade i Catalogue of Life.